# Bianca Schmidt
Bianca Schmidt (Gera, 23 gennaio 1990) è una calciatrice tedesca, difensore del Turbine Potsdam.
Per anni ha indossato la maglia della nazionale tedesca, dalle giovanili, vincendo con la formazione Under-19 l'Europeo di Islanda 2007 e con l'Under-20 il Mondiale di Germania 2010, fino alla nazionale maggiore, con la quale ha disputato oltre 50 incontri e ha vinto due Europei, quelli di Finlandia 2009 e Svezia 2013.

## Palmarès

### Club

#### Competizioni nazionali
- Campionato tedesco: 4

Turbine Potsdam: 2008-2009, 2009-2010, 2010-2011, 2011-2012
- Campionato tedesco di seconda divisione: 1

Turbine Potsdam: 2023-2024
- Campionato svedese: 2

Rosengård: 2021, 2022
- Coppa di Germania: 1

1. FFC Francoforte: 2013-2014
- Coppa di Svezia: 1

Rosengård: 2021-2022

#### Competizioni internazionali
- UEFA Women's Champions League: 2

Turbine Potsdam: 2009-2010
1. FFC Francoforte: 2014-2015

### Nazionale
- Campionato d'Europa: 2

Finlandia 2009, Svezia 2013
- Algarve Cup: 2

2012, 2014
- Campionato d'Europa under 19: 1

2007
- Campionato mondiale under 20: 1

2010

### Individuali
- Fritz-Walter-Medaille

 Bronzo 2007